# Тверской проезд
Тверско́й прое́зд — улица в центре Москвы в Тверском районе между Тверской площадью и Большой Дмитровкой.

## Происхождение названия
Название присвоено в 1993 году по расположению при Тверской площади.

## Описание
Тверской проезд начинается от Тверской улицы вдоль северного края Тверской площади (параллельно Столешникову переулку) и проходит на восток до Большой Дмитровки.